# Dawid Muszyński
Dawid Rafał Muszyński (ur. 6 marca 1984 w Warszawie) – polski dziennikarz, krytyk filmowy.

## Życiorys
Absolwent wydziału politologii specjalizacji dziennikarstwo na Collegium Civitas.
Pracę dziennikarza rozpoczął w 2000 w miesięczniku „Machina”, gdzie pisał recenzje gier komputerowych do rubryki Cyber. Od 2001 redagował także rubrykę Multimedia w miesięczniku „CKM”. Jego recenzje gier ukazywały się także w gazetach „Click!”, „Fantasy”, „Konsole”, „Wakacje na maxa”, „Laif” i „GameRanking”.
W międzyczasie rozpoczął współpracę z tygodnikami „Przekrój” i „Ozon”, gdzie publikował swoje teksty o tematyce kulturalnej, naukowej i społecznej. Tekst o „Hiphop polo”, którego był współautorem wraz z Bartkiem Chacińskim z „Przekroju” odbił się dużym echem w środowisku muzycznym. W 2007 rozpoczął współpracę z tygodnikiem telewizyjnym „Tele Tydzień”, dla którego przeprowadził wywiady zagraniczne, m.in. Bruce’em Willisem, Wentworthem Millerem czy Jonathanem Rhys-Meyersem. Następnie pracował z portalem internetowym Dziennik.pl oraz dziennikiem „Rzeczpospolita”.
Od 2011 do 2013 roku pracował w polskiej edycji magazynu „Maxim” na stanowisku sekretarza redakcji. Wywiady jego autorstwa można było przeczytać również w zagranicznych edycjach tego magazynu, m.in. w „Maxim Australia“. Prowadził także autorską rubrykę podróżniczą w magazynie „e!stilo”. Od 2013 do 2015 roku pełnił funkcję redaktora naczelnego miesięcznika lifestyle’owego „Ego. For Men Only”, ukazującego się wyłącznie na tabletach i smartfonach.
Od 2014 do 2017 jego wywiady można było oglądać w telewizji VOX Music TV w programie Na czerwonym dywaniku. Po zdjęciu programu z anteny przeniósł się do telewizji 4Fun.tv gdzie od stycznia 2018 w każdy piątek prowadzi program 4Fun naEKRANIE.
Od 2016 jest redaktorem naczelnym portalu naEKRANIE.pl, drugiego największego portalu w Polsce poświęconego tematyce  pop kulturalnej.
W styczniu 2022 roku dołączył do zespołu programu stacji TVN Co Za Tydzień gdzie realizuje felietony z premier filmów i seriali, planów zdjęciowych i festiwali filmowych. Zrealizował w nim wywiady m.in. z takimi twórcami zagranicznymi jak Robert De Niro, Joseph Kosinski, James Gunn, Denis Villeneuve czy Jenna Ortega.
Prowadzi autorską rubrykę „Comix Zone” w miesięczniku PSX Extreme. Jego wywiady ukazują się regularnie w tygodniku Wprost oraz miesięczniku CKM, Esquire, Playboy, „Pani, "Stuff", "Nowa Fantastyka" i „Elle Man".